# WISE J052857.69+090104.2
Naine brune
WISE J052857.69+090104.2 (dans le catalogue AllWISE), aussi nommée WISE J052857.68+090104.4 (dans le WISE All Sky Catalogue), en abrégé WISE J0528+0901, est une naine brune de type spectral L1. Elle fait partie du groupe de 32 Orionis.